# Préfecture de Fès
La préfecture de Fès (en arabe : فاس) est une subdivision à dominante urbaine de la région marocaine de Fès-Meknès.

## Géographie
La préfecture de Fès a une superficie de 312 km2. Elle comporte trois villes : la ville de Fès, composée des communes urbaines – ou municipalités – de Fès et de Méchouar El Jdid, et les centres urbains des communes rurales de Sidi Harazem (Skhinate) et d'Oulad Tayeb (aussi nommé Ouled Tayeb).

## Administration et politique

### Découpage administratif
D'après le dernier découpage communal de 2008, la préfecture de Fès est composée de cinq communes, dont les deux communes urbaines – ou municipalités – de Fès et de Méchouar Fès Jdid (où siège un palais royal), qui forment la ville de Fès. Les trois autres sont des communes rurales, ainsi réparties par caïdat au sein du cercle de Fès-Banlieue :
- caïdat d'Oulad Tayeb : Oulad Tayeb ;
- caïdat de Sidi Harazem : Sidi Harazem et Aïn Bida[1].

La commune urbaine de Fès est divisée en six arrondissements : Agdal, Saiss, Fès-Médina, Jnan El Ouard, El Mariniyine et Zouagha.

## Population

### Données démographiques
| Année | Population totale | Population urbaine | Population rurale |
| ----- | ----------------- | ------------------ | ----------------- |
| 1994  | 796 180           | 775 198            | 20 982            |
| 2004  | 977 946           | 955 188            | 22 758            |

| Commune                                          | Population en 1994 | Population en 2004 |
| ------------------------------------------------ | ------------------ | ------------------ |
| Municipalité de Fès (ville de Fès)               | 737 398            | 920 737            |
| Municipalité de Méchouar Fès Jdid (ville de Fès) | 34 796             | 26 078             |
| Commune rurale d'Aïn Bida                        | 5 962              | 6 854              |
| Commune rurale d'Oulad Tayeb                     | 13 583             | 19 144             |
| Commune rurale de Sidi Harazem                   | 4 461              | 5 133              |

| Ville                                                   | Population en 1994 | Population en 2004 |
| ------------------------------------------------------- | ------------------ | ------------------ |
| Fès                                                     | 772 194            | 946 815            |
| Ouled Tayeb (centre urbain de la commune d'Oulad Tayeb) | -                  | 5 056              |
| Skhinate (centre urbain de la commune de Sidi Harazem)  | 3 014              | 3 317              |